# Аустильдюр Стюдлюдоуттир
Аустильдюр Стюдлюдоуттир (исл. Ásthildur Sturludóttir; род. 10 июня 1974) — исландский политический деятель. Член Партии независимости. Бургомистр (мэр) Акюрейри с 2018 года. В прошлом — бургомистр сельской общины Вестюрбиггд (2010—2018).

## Биография
Родилась 10 июня 1974 года. Родители: председатель альтинга и министр от Партии независимости Стюдла Бёдварссон (Sturla Böðvarsson; род. 1945) и юрист Хадльгердюр Гюннарсдоуттир (Hallgerður Gunnarsdóttir; род. 13 декабря 1948). У Аустильдюр есть братья и сёстры: директор банка Arion Гюннар (Gunnar; род. 1967), пастор кафедрального собора Рейкьявика Элинборг (Elínborg; род. 1968), водитель грузовика и руководитель транспортной компании Бёдвар (Böðvar; род. 1983), юрист Сигридюр Эдла (Sigríður Erla; род. 1992).
Её сестра, пастор Элинборг Стюдлюдоуттир была одной из трёх кандидатур в епископы Исландии в первом туре выборов, который завершился 16 апреля 2024 года. Ни один из кандидатов не получил большинства голосов. Был проведён второй тур, в котором  Элинборг не участвовала.
Её дед Бёдвар Бьяднасон (Böðvar Bjarnason; 30 марта 1911 — 15 мая 1986), мастер строительных работ из Оулафсвика, был одним из мастеров на строительстве церкви Оулафсвика, строительство которой начато в 1961 году и завершено в 1967 году.
Выросла в Стиккисхоульмюре, где её отец в 1974–1991 годах был секретарём, а затем бургомистром.
Получила степень бакалавра (BA) политологии Исландского университета (HÍ) и степень мастера государственного управления (MPA) Университета Пейс в Нью-Йорке.
Работала менеджером проектов в ректорате и отделе маркетинга и коммуникаций Исландского университета.
Работала руководителем проекта строительства Харпа — концертного зала и конференц-центра в Рейкьявике.
Работала менеджером Samtök sveitarfélaga á Vesturlandi (SSV) — объединения, представляющего интересы общин Вестюрланда, — и консультантом по трудоустройству в компании SSV Þróun & ráðgjöf.

## Политическая карьера
После муниципальных выборов 29 мая 2010 года Партия независимости получила большинство в совете сельской общины Вестюрбиггд. Совет одобрил назначение Аустильдюр Стюдлюдоуттир бургомистром. После муниципальных выборов 31 мая 2014 года совет Вестюрбиггда одобрил назначение Аустильдюр Стюдлюдоуттир бургомистром на второй срок. После муниципальных выборов 26 мая 2018 года Аустильдюр Стюдлюдоуттир подала в отставку.
По результатам муниципальных выборов 26 мая 2018 года Прогрессивная партия, «Социал-демократический альянс» и местный «L-список» (L-listinn) сформировали большинство в совете Акюрейри. Аустильдюр Стюдлюдоуттир подала заявку на должность бургомистра Акюрейри. 31 июля городской совет одобрил её назначение. Сменила Эйрикюра Бьёдна Бьёргвинссона, который был бургомистром Акюрейри в 2010—2018 годах. После муниципальных выборов 14 мая 2022 года Партия независимости, «L-список» и Партия Центра сформировали большинство в совете Акюрейри. Городской совет одобрил назначение Аустильдюр Стюдлюдоуттир бургомистром Акюрейри на второй срок.

## Личная жизнь
В 2014 году вышла замуж за судовладельца Хафтоура Гильви Йоунссона (Hafþór Gylfi Jónsson) из Патрекс-фьорда, у них двое детей: сын Хафтоура Даниель Йоун (Daniel Jón Hafþórsson) и их общая дочь Лилья Сигридюр (Lilja Sigríður; род. 2016), которую Аустильдюр родила в 42 года после 12 курсов лечения бесплодия в Исландии и Афинах, перенеся осложнение беременности — преэклампсию.